# Filippo Raguzzini

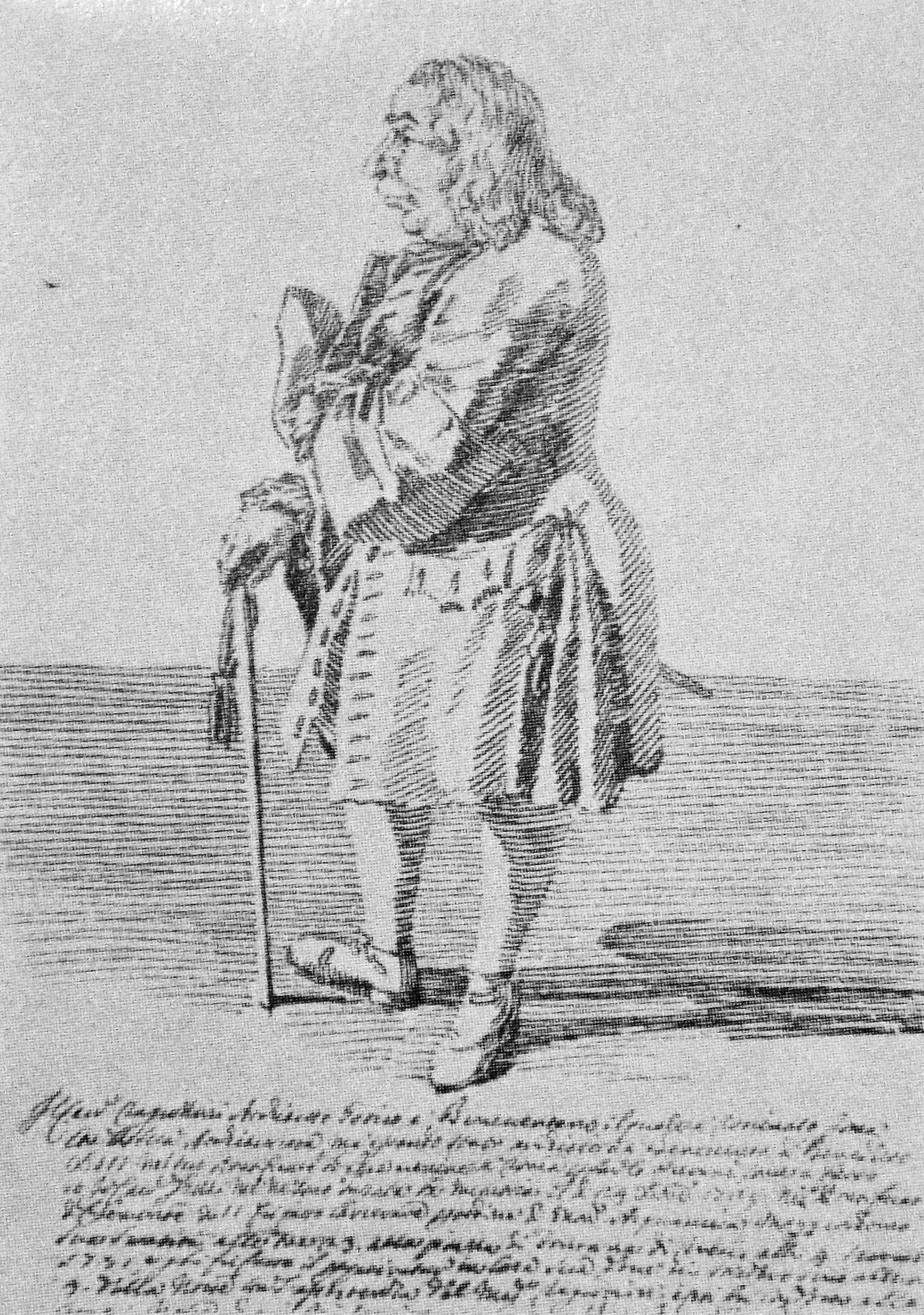
Filippo Raguzzini in una caricatura di Pier Leone Ghezzi

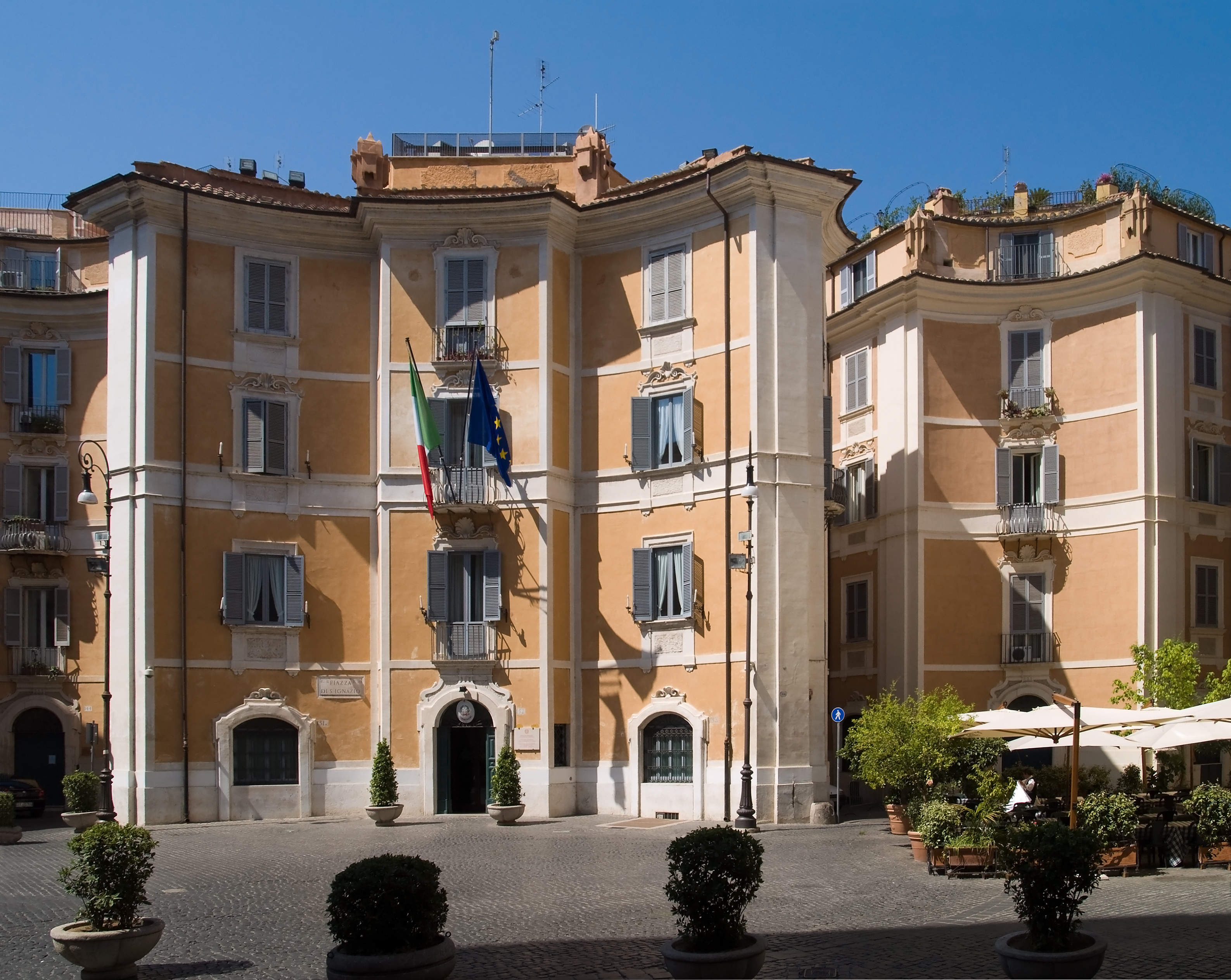
Piazza Sant'Ignazio, a Roma

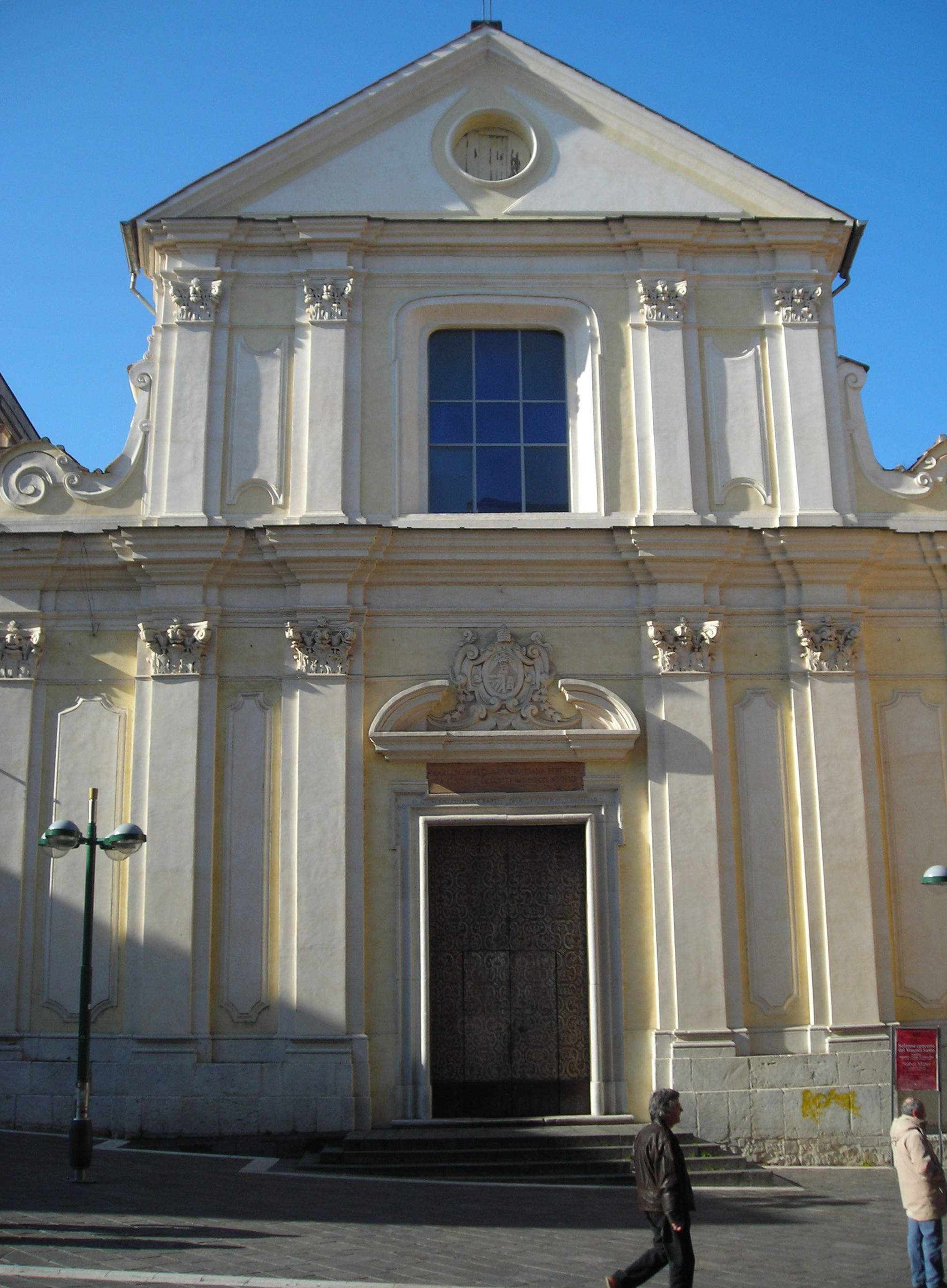
Facciata della basilica di San Bartolomeo, a Benevento

Filippo Raguzzini (Napoli, 19 luglio 1690 – Roma, 21 febbraio 1771) è stato un architetto italiano, definito come il più originale e brioso progettista del Rococò a Roma.

## Biografia
Lavorò dapprima a Benevento, (dove costruì i palazzi De Simone e Terragnoli e le chiese di San Filippo e San Bartolomeo) e nel 1724 fu chiamato a Roma da papa Benedetto XIII.
Le sue opere più note furono realizzate a Roma nei quattro anni successivi, cioè dal 1724 al 1728: l'ospedale San Gallicano, nel 1725, la chiesa di San Sisto Vecchio, del 1725, la chiesa della Madonna della Quercia del 1727, la chiesa di San Filippo Neri, del 1728, la sistemazione urbanistica della scenografica piazza di Sant'Ignazio, considerata il suo capolavoro, e delle vie adiacenti nel 1727-1728; probabilmente è anche suo il completamento della scalinata di Trinità dei Monti nel 1731.
Dopo quella data per 40 anni Raguzzini conservò l'incarico di architetto comunale, ma di questa sua attività non si conoscono documentazioni relative ad edifici civili, mentre del 1744 è l'edificazione della chiesa del Santuario della Madonna del Divino Amore.
È da considerare come il più degno seguace romano di Francesco Borromini e tra i maggiori esponenti del Rococò romano; l'uso di alcuni elementi vernacoli, come nuove concezioni planivolumetriche, gli fecero acquisire una fisionomia originale.